# لوئیس ماریا لاستورتگی
لوئیس ماریا لاستورتگی (اسپانیایی: Luis María Lasúrtegui‎؛ زادهٔ ۲۸ مارس ۱۹۵۶) قایقران روئینگ اهل اسپانیا بود.
وی در مسابقات کشوری و بین‌المللی در مجموع برندهٔ ۱ مدال نقره، ۱ مدال برنز شده‌است.